# Golden Ticket
Das Golden Ticket ist eine Auszeichnung, die seit 1983 für jeden Spielfilm, der in Österreich innerhalb von 18 Monaten mehr als 300.000 Kinobesuche verzeichnet, in Form einer Urkunde vergeben wird. Erreicht ein Film im genannten Zeitraum 600.000 beziehungsweise eine Million Besuche, erhält er seit 2002 das Super-Golden Ticket beziehungsweise das Diamond Ticket. Empfänger ist stets der Verleiher des Films in Österreich. 2008 wurde die Auszeichnung um das Austrian Ticket ergänzt.
Vergeben wird der Preis vom Fachverband der Film- und Musikindustrie (FAMA). Diese Tickets sollen eine Anerkennung für programmfüllende Spielfilme darstellen, die „durch hervorragenden Besuch“ bewiesen haben, „dass sie nach Form und Inhalt den Beifall des Kinopublikums gefunden haben und geeignet sind, das Ansehen des Filmes in der Öffentlichkeit zu heben sowie das Interesse am Filmbesuch zu fördern.“
Das Golden Ticket erhalten kann jeder Kinofilm, der in österreichischen Kinos gespielt wird und für den sein Verleiher in Österreich einen Teilnahmeantrag stellt. Die Frist von 18 Monaten, in der zumindest 300.000 Besuche erreicht werden müssen, beginnt mit dem Ur-, Erst- oder Wiederaufführungstermin. Die Zuschauerzahlen werden von je einem Vertreter des Revisionsverbandes der Filmverleih- und Vertriebsgesellschaften sowie des Fachverbandes der Lichtspieltheater und Audiovisionsveranstalter überprüft.
Seit 2008 gilt, der immer kürzeren Kino-Auswertungszeit Rechnung tragend, eine 12-Monats-Frist, in der die Besucherzahlen erreicht werden müssen. Diese Frist ist zudem mit dem 1. Oktober an einem Stichtag festgemacht.